# Aquinillum pallidum
Aquinillum pallidum é uma espécie de cerambicídeo da tribo Achrysonini, com distribuição restrita a Fiji.